# Greg Colton
Greg Colton (Chicago, 22 de octubre de 1976) es un director de animación, guionista y artista de storyboard estadounidense. Es principalmente conocido por su trabajo en la serie animada Padre de familia, en la que ha dirigido varios episodios y participado como guionista y artista de storyboard. También ha colaborado en otras producciones de animación como Invasor Zim, ¡Mucha Lucha! y The Powerpuff Girls.

## Biografía
Colton nació en la ciudad de Chicago. Es hermano del luchador profesional Scott Colton, conocido artísticamente como Colt Cabana. En diciembre de 2018 contrajo matrimonio con Sara Zessin. La pareja tiene dos hijos.

## Carrera
Colton comenzó su actividad profesional en la industria de la animación a finales de la década de 1990. A lo largo de su trayectoria ha desempeñado funciones como director, guionista y dibujante de storyboards en diversas series de animación emitidas en televisión. En Padre de familia ha dirigido varios episodios, entre ellos entregas de la serie temática Road to...

## Reconocimientos
En 2010 fue galardonado con un premio Emmy en la categoría «Logro individual sobresaliente en animación» por su trabajo como artista de storyboard en el episodio Road to the Multiverse, correspondiente a la octava temporada de la serie Padre de familia.